# Rozpoutí
Rozpoutí (německy Rossboden) je malá vesnice, část města Kaplice v okrese Český Krumlov. Nachází se asi 4,5 km na sever od Kaplice. Je zde evidováno 30 adres. Patří do římskokatolické farnosti Kaplice.
Rozpoutí leží v katastrálním území Pořešín o výměře 8,2 km².

## Historie
První písemná zmínka o vesnici pochází z roku 1369. V roce 1850 se zde narodil historik Matthäus Klimesch, rodným jménem Matouš Klimeš (též Johann Matthäus Klimesch či Matyáš Klimesch), který se zabýval především dějinami bývalého kaplického okresu a pořešínského panství.